# Nancy Contreras
Nancy Llarely Contreras Reyes (nascida em 20 de janeiro de 1978) é uma ex-ciclista olímpica mexicana. Representou sua nação em duas edições dos Jogos Olímpicos: Atlanta 1996 e Atenas 2004.